# Domenico Capriolo

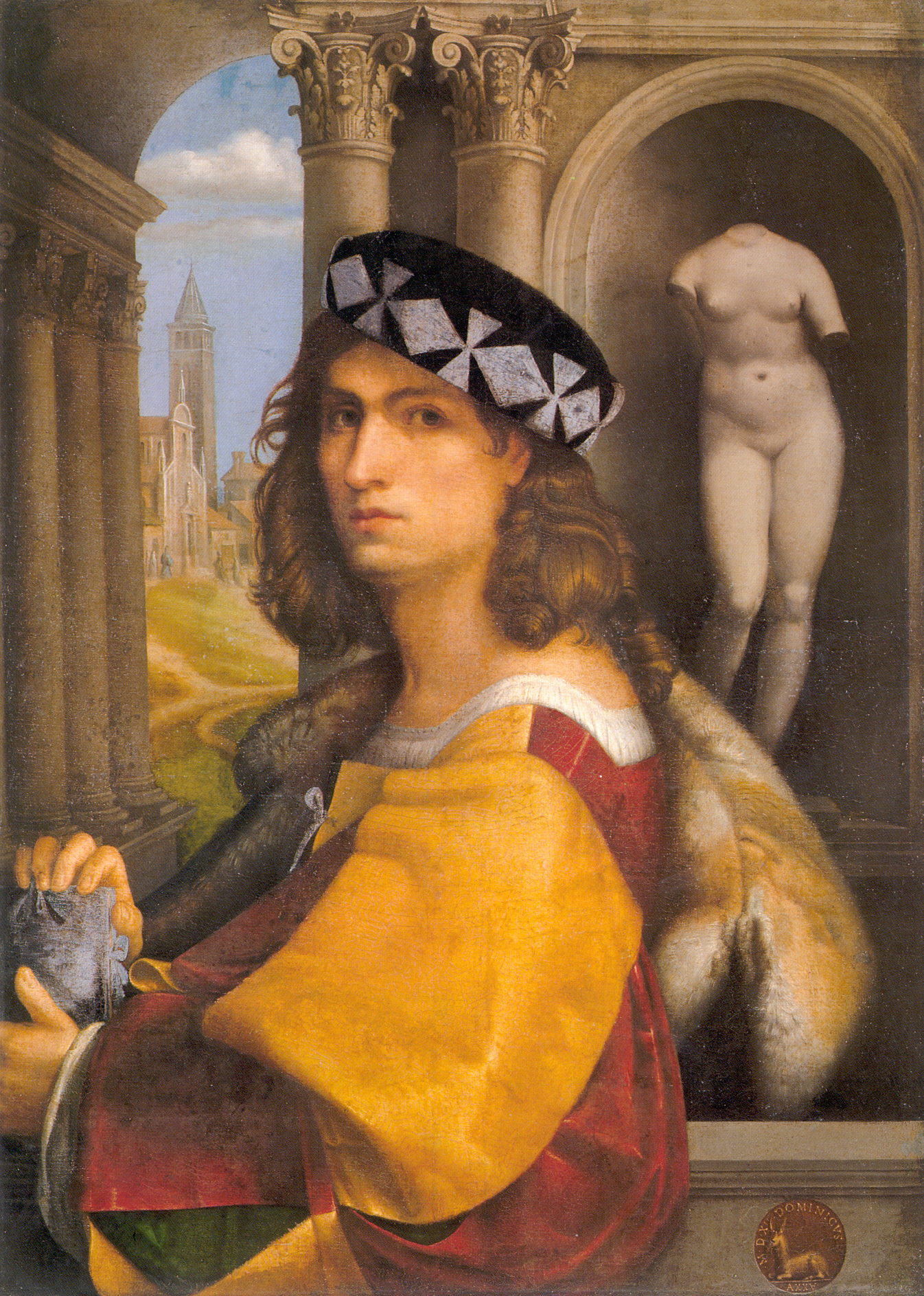
Autorretrato de Domenico Capriolo, Museo del Hermitage

Domenico di Bernardino Capriolo (Venecia, 1494 - Treviso, 8 de octubre de 1528) fue un pintor renacentista italiano.

## Biografía
Artista de carrera no demasiado bien conocida, sus primeros pasos los da en Venecia dentro del círculo de artistas más cercanos a Giorgione, al menos en la temática de sus obras. Todavía joven se establece en Treviso (hacia 1517), donde se casa con Camilla, la hija del también pintor Pier Maria Pennacchi.
En su fase más madura, Capriolo parece estancarse en un gusto más provinciano, ajeno a cualquier innovación más allá de las aprendidas en su fase juvenil. Va olvidando progresivamente su giorgionismo para buscar otras referencias como Giovanni Girolamo Savoldo o Pordenone. Su temprana muerte impediría una posterior evolución en su estilo.
Capriolo pereció asesinado por el padrastro de su mujer, con el cual mantenía desde hacía años un duro litigio por la dote de su esposa.

## Obras destacadas
- Autorretrato (1512, Museo del Hermitage, San Petersburgo)
- Adoración de los Pastores (1518, Museo Civico, Treviso)
- Asunción de la Virgen (1520, Catedral de Treviso)
- Natividad con comadrona incrédula (1524, Museo Civico, Treviso)
- Retrato de un músico (c. 1525, Kunsthistorisches Museum, Viena)
- Retrato de erudito (c. 1525, Pinacoteca dell'Accademia dei Concordi, Rovigo)
- Retrato de Lelio Torelli (1528, Bowes Museum)

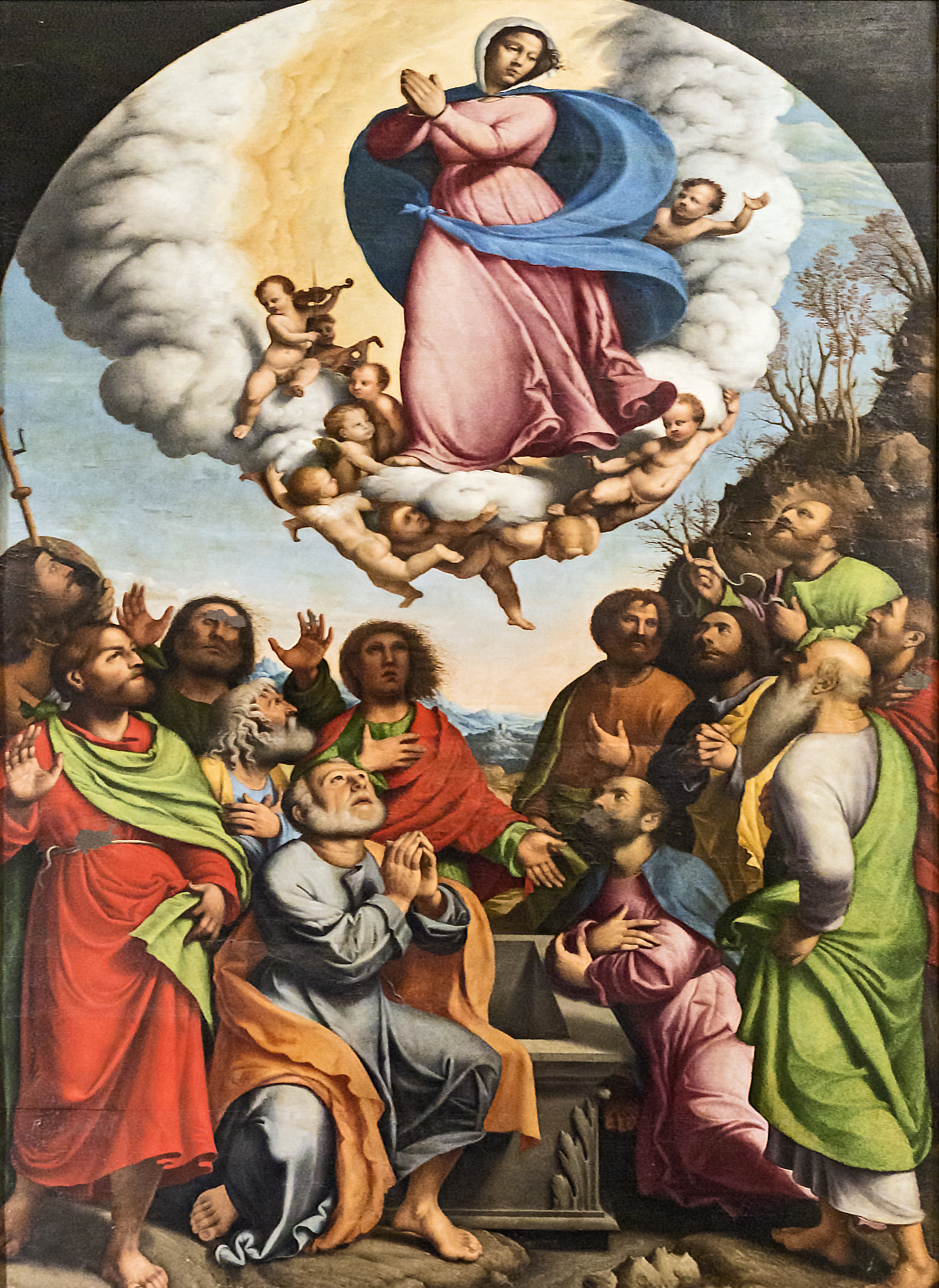
Asunción de la Virgen Catedral de Treviso
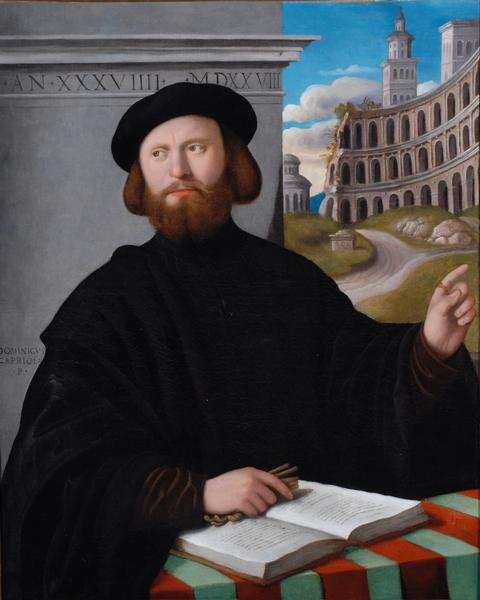
Retrato de Lelio Torelli Bowes Museum